# Мувирське сільське поселення
Муви́рське сільське поселення (рос. Мувыркое сельское поселение) — муніципальне утворення у складі Шарканського району Удмуртії, Росія. Адміністративний центр — присілок Мувир.

## Історія
Суроновська сільська рада була утворена 15 липня 1929 року, з 20 серпня 2001 року — сільська адміністрація. 14 жовтня 2004 року вона була перейменована в Мувирську сільську адміністрацію. З 1 січня 2006 року — Мувирське сільське поселення.

## Населення
Населення — 746 осіб (2015; 763 в 2012, 779 в 2010).

## Склад
До складу поселення входять такі населені пункти:
| Населений пункт          | Населення, осіб (2010) | Населення, осіб (2012) |
| ------------------------ | ---------------------- | ---------------------- |
| Кайсегурт, присілок      | 1                      | 0                      |
| Мувир, присілок          | 326                    | 328                    |
| Нижнє Корякіно, присілок | 60                     | 54                     |
| Нижнє Суроново, починок  | 10                     | 8                      |
| Нижній Тилой, присілок   | 75                     | 69                     |
| Новий Пашур, присілок    | 97                     | 94                     |
| Старий Пашур, присілок   | 66                     | 68                     |
| Суроново, присілок       | 144                    | 142                    |

## Господарство
У поселенні працюють 10 приватних підприємств, з яких 7 у торгівлі.
Соціальна сфера: 3 фельдшерсько-акушерських пункти, школа та школа-садочок, 2 сільських клуби та бібліотека.